# Rayman: Hoodlums’ Revenge
Rayman: Hoodlums' Revenge — продолжение игры Rayman 3, которое было выпущено эксклюзивно для Game Boy Advance в начале 2005 года. Rayman: Hoodlums' Revenge и Rayman Raving Rabbids для Nintendo DS являются единственным изометрическими платформерами в серии Rayman.

## Сюжет
Игра начинается с ролика, где мы видим спящих Рэймана и Глобокса в Совете Фей. Во сне Глобокс вспоминает события Rayman 3. Вдруг он просыпается из-за странного звука и уходит на поиски его источника (возможно, он был захвачен Злумами). Проснувшись, Рэйман не находит своего друга и уходит на его поиски.
В его путешествиях является Мёрфи и сообщает, что Злумы возродились и пытаются клонировать Рефлюкса, бывшего соперника Рэймана, и что клона питает сливовый сок. Мёрфи убеждает Рэймана сначала уничтожить Адскую Машину, снабжающую Злумов сливовым соком, прежде чем попытаться найти Глобокса.
Между тем, в Угрюмом Болоте Андрэ, который, как оказывается, опять внутри Глобокса, начинает медленно подчинять себе его сознание. Позже, всё же встретившись с Рэйманом, растерянный и не подозревающий о паразитировании Андрэ Глобокс сторонится его, выбрасывая оскорбления в его счет («назойливый лузер», «тормоз» и др.). Но Рэйман, будучи занятым его спасением, не мог услышать резкие высказывания, хотя в какой-то момент он спрашивает Глобокса: «Ты ударился головой?».
На их пути встают земли, где они должны спасти тинсов и победить пару боссов («Болото Бегоньяка» и «Ущелье Последнего Огня» являются уровнями с боссами, исключая «Адскую Машину» и «Убежище Рефлюкса»). В Ущелье Последнего Огня, после поражения Огненного Монстра, Андрэ получает полный контроль над Глобоксом и объявляет о своем возвращении. Зомбированный Глобокс убегает к новому штабу Злумов.
Когда, наконец, Рэйман побеждает клон Рефлюкса, у трепещущего Глобокса через рот выходит чёрная душа Андрэ и улетучивается прочь. Носитель просыпается от полного управления и даже спрашивает, не пропустил ли он завтрак. История заканчивается прогулкой друзей по лесу.

## Геймплей
- Эта игра является первой игрой в серии, использующая изометрический (2.5D) вид. Большинство уровней ставят игрока под управлением Рэймана, в то время как другие уровни позволяют управлять его другом, Глобоксом. В определенных уровнях игрок имеет возможность контролировать их обоих — нажав на кнопку «Select» он может переключаться между персонажами.
- Цель каждого уровня — добраться до конца и получить максимальное возможное количество баллов (для этого игрок должен собирать драгоценные камни и Красные Лумы, которые разбросаны по всему уровню). Кроме того, освобождение тинсов и уничтожение врагов дают игроку очки. В конце уровня даётся марка Мёрфи в зависимости от результата окончания этапа. Марки Мёрфи не важны для завершения игры, но после получения определенного количества из них разблокируются дополнительные 5 уровней (поэтапно).

## Отзывы
| Сводный рейтинг | Сводный рейтинг |
| Агрегатор       | Оценка          |
| --------------- | --------------- |
| GameRankings    | 59,27 %         |
| Metacritic      | 61/100          |

Игра получила прохладные отзывы от критиков.